# Ugarte (Múgica)
Ugarte es una entidad de población española del municipio de Múgica, perteneciente a la provincia de Vizcaya, en la comunidad autónoma del País Vasco.

## Historia
Hacia mediados del siglo XIX, el lugar era referido como un barrio ya por entonces perteneciente a Ugarte de Múgica. Aparece descrito en el decimoquinto volumen del Diccionario geográfico-estadístico-histórico de España y sus posesiones de Ultramar de Pascual Madoz con las siguientes palabras:

UGARTE: barrio en la prov. de Vizcaya, part. jud. de Guernica, térm. de Ugarte de Mugica.
(Madoz, 1849, p. 205)

En 2023, la entidad singular de población tenía empadronados 659 habitantes.